# Ченстоховска митрополия
Ченстоховската митрополия (на полски: Metropolia częstochowska) е една от 14-те църковни провинции на католическата църква в Полша. Установена е на 25 март 1992 година с булата „Totus Tuus Poloniae Populus“ на папа Йоан-Павел II. Обхваща три епархии. 
Заема площ от 16 925 км2 и има 2 246 304 верни.

## Епархии
В състава на митрополията влизат епархиите с центрове Ченстохова, Радом и Сосновец.
- Ченстоховска архиепархия – архиепископ митрополит Вацлав Депо
- Радомска епархия – епископ Хенрик Томашик
- Сосновешка епархия – епископ Гжегож Кашак

## Фотогалерия
- Базилика „Свето Семейство“, катедрален храм на Ченстоховската архиепархия
- Базилика „Грижа на Пресвета Богородица“, катедрален храм на Радомската епархия
- Базилика „Успение Богородично“, катедрален храм на Сосновешката епархия